# Софія Августа Ангальт-Цербстська
Софія Августа Ангальт-Цербстська (нім. Sophie Augusta von Anhalt-Zerbst, 9 березня 1663 — 14 вересня 1694) — принцеса Ангальт-Цербстська з династії Асканіїв, донька князя Йоганна VI Ангальт-Цербстського та Софії Августи Гольштейн-Готторпської, дружина герцога Саксен-Веймарського Йоганна Ернста III.

## Життєпис
Софія Августа народилась 9 березня 1663 року у Цербсті молодшою та єдиною донькою, що вижила, з дітей князя Ангальт-Цербстського Йоганна VI та його дружини Софії Августи Гольштейн-Готторпської. З її 12 братів і сестер свідомого віку досягли лише четверо. Батько помер, коли Августі було чотири роки. Офіційним правителем країни став її старший брат Карл Вільгельм.

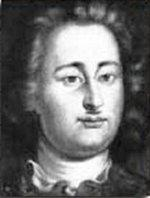
Йоганн Ернст III

У 22 роки Софія Августа побралася із 20-річним герцогом Йоганном Ернстом III, співправителем Саксен-Веймару. Церемонія проходила у Цербсті 11 жовтня 1685 року. Цей шлюб поєднав у союзі династії Веттінів та Асканіїв. У шлюбі народила п'ятеро дітей. Через алкоголізм у державні справи її чоловік майже не втручався, і герцогством одноосібно правив його старший брат Вільгельм Ернст.
Софія Августа померла 14 вересня 1694 року у Веймарі. Йоганн Ернст за два місяці одружився вдруге. Після його смерті у 1707 році співправителем герцога Вільгельма став Ернст Август.

## Родина
Чоловік — Йоганн Ернст III, герцог Саксен-Веймарський
Діти:
- Йоганн Вільгельм (4 червня—14 жовтня 1686) — помер немовлям;
- Ернст Август (1688–1748) — герцог Саксен-Веймарський, згодом успадкував території Айзенаху та Єни, був двічі одружений, мав 12 дітей;
- Елеонора Крістіна (1689–1690) — померла немовлям;
- Йоганна Августа (1690–1691) — померла немовлям;
- Йоганна Шарлотта (1693–1751).